# Собялково
Собялково (пол. Sobiałkowo) — село в Польщі, у гміні Мейська Ґурка Равицького повіту Великопольського воєводства.
Населення — 891 особа (2011).
У 1975-1998 роках село належало до Лешненського воєводства.

## Демографія
Демографічна структура станом на 31 березня 2011 року:
|          | Загалом | Допрацездатний вік | Працездатний вік | Постпрацездатний вік |
| -------- | ------- | ------------------ | ---------------- | -------------------- |
| Чоловіки | 456     | 118                | 295              | 43                   |
| Жінки    | 435     | 102                | 241              | 92                   |
| Разом    | 891     | 220                | 536              | 135                  |